# Кошечки (село)
Кошечки (укр. Кошечки) — село на Украине, основано в 1890 году, находится в Овручском районе Житомирской области.
Код КОАТУУ — 1824284002. Население по переписи 2001 года составляет 67 человек. Почтовый индекс — 11140. Телефонный код — 4148. Занимает площадь 0,223 км².

## Адрес местного совета
11140, Житомирская область, Овручский р-н, с.Листвин, ул.Ланова, 11